# 新上國小站
新上國小站位於台灣高雄市左營區，為高雄捷運環狀輕軌的捷運車站。車站編號為C25。

## 歷史
高雄市政府捷運工程局舉行C15-C37車站徵名活動，票選結果站名為「新上國小站」。
2024年1月1日，隨著環狀輕軌第二階段「C24愛河之心–C32凱旋公園」通車啟用。因應高雄輕軌成圓，於2024年1月1日至2月25日前進行全線通車試營運，以作為後續正式營運後參考。

## 車站概要
站區位於大順一路、自由一、二路口的東西側，定位為中間站。車站構造為中央側式月台兩座。

### 月台配置
| 地面                            |              |                                  |
|                                 | 自由一路路口 | ← 環狀輕軌逆行方向（愛河之心站） |
| 側式月台（西側），左側開門      | 自由一路路口 | 側式月台（東側），左側開門       |
| 環狀輕軌順行方向（大順民族站）→ | 自由一路路口 |                                  |
| 出入口                          |              |                                  |

## 外部連結
- 新上國小站（高雄捷運公司）